# I Need You (Armin van Buuren)
I Need You is een nummer van de Nederlandse dj Armin van Buuren uit 2017, in samenwerking met de Amerikaanse producer Garibay en ingezongen door Olaf Blackwood. Het nummer verscheen als nieuw nummer op Armins vierde verzamelalbum The Best of Armin Only, en is ook de eerste single afkomstig van dat album.
"I Need You" heeft een iets ander geluid van eerder nummers van Armin van Buuren. Het nummer is namelijk vrij rustig en ingetogen, en heeft pop-invloeden. Het is ook niet echt een dancenummer te noemen, maar meer een soort elektronische ballad. Het nummer haalde de 13e positie in de Nederlandse Top 40, en in Vlaanderen haalde het de 4e positie in de Tipparade.